# بیوک انکور جی‌ایکس
بیوک انکور جی‌ایکس یک کراس‌اوور کامپکت کوچک است که توسط جنرال موتورز ساخته شده و از سال ۲۰۱۹ به بازار عرضه شده‌است. انکور جی‌ایکس مثل انکور کوچک‌تر و شورولت تریل‌بلیزر مرتبط، توسط جنرال موتورز کره تولید می‌شود. این خودرو همچنین در چین توسط سرمایه‌گذاری مشترک سایک جی‌ام تولید می‌شود.

## بررسی
انکور جی‌ایکس در کنار نسل دوم انکور در نمایشگاه خودرو شانگهای ۲۰۱۹ معرفی شد. این خودرو از پلت‌فرم وی‌اس‌اس-اف استفاده می‌کند که با شورولت تریل‌بلیزر کراس‌اوور مشترک است. انکور جی‌ایکس در سگمنت بی پلاس است که بین انکور سگمنت بی و انویژن سگمنت سی قرار گرفته‌است.
پس از توقف عرضه انکور کوچکتر در بازار آمریکا، انکور جی‌ایکس تا زمان عرضه مدل بزرگ‌تر ولی ارزان‌تر انویستا، پیشنهاد سطح پایه بیوک بود.

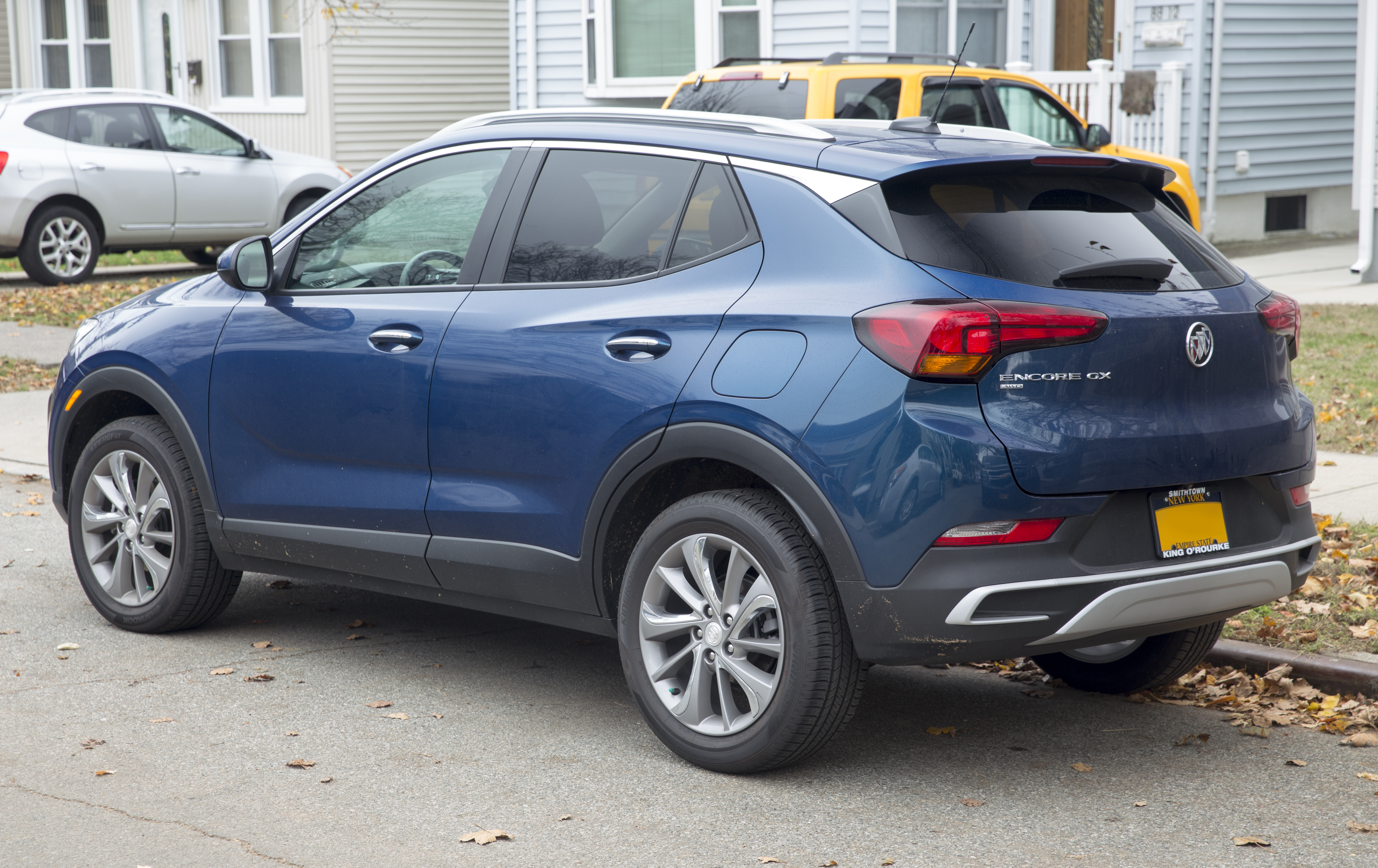
نمای عقب
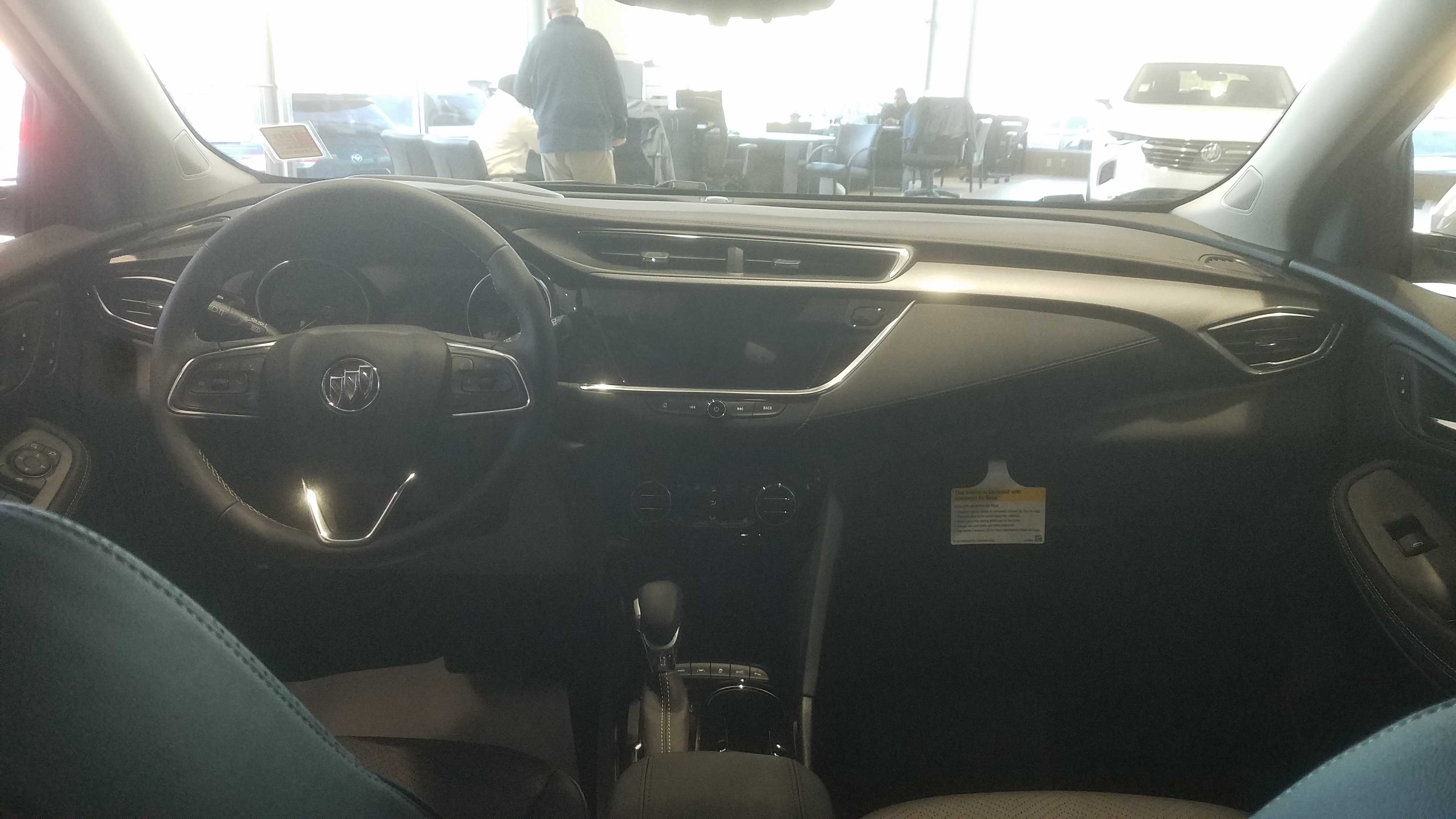
نمای داخلی
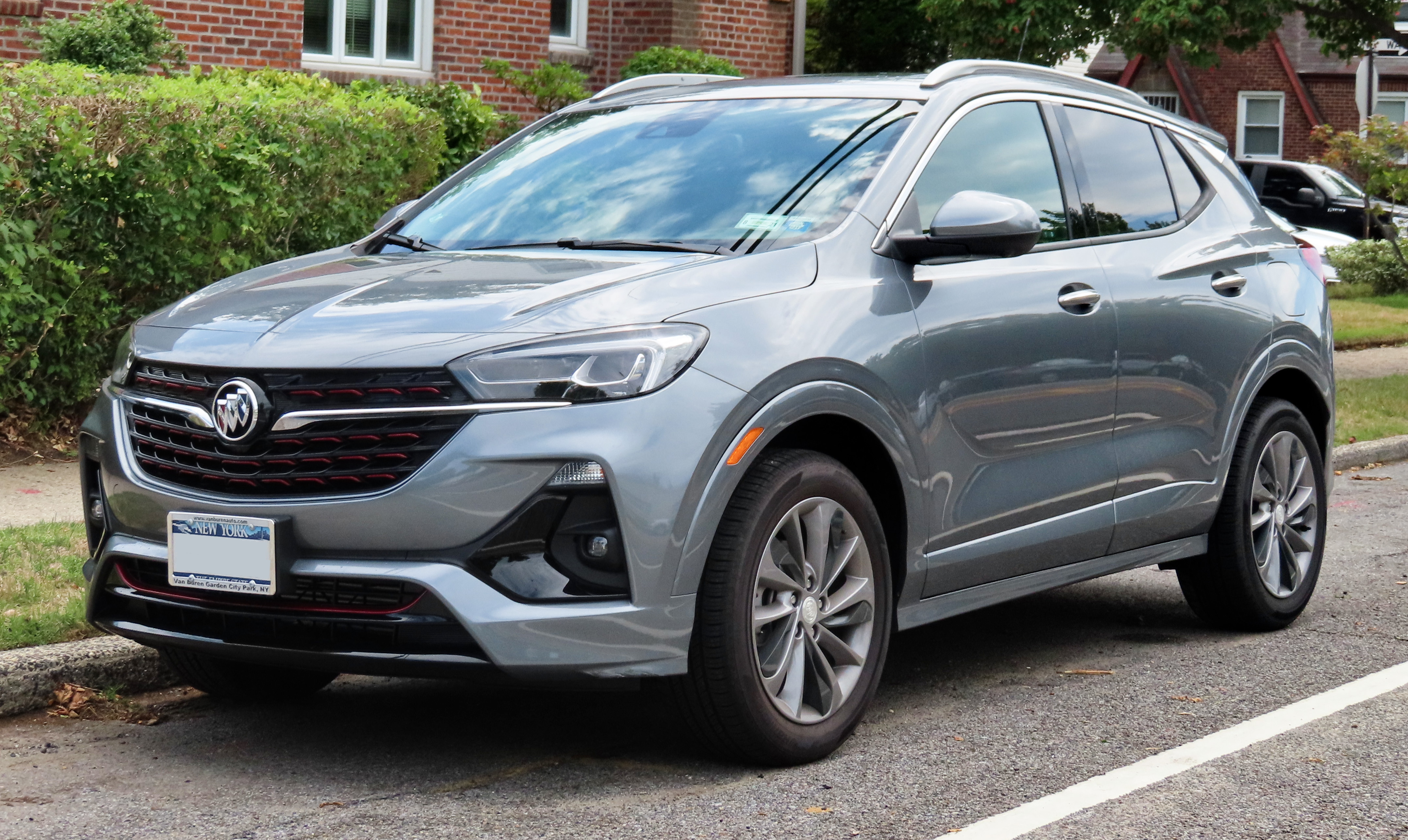
بیوک انکور جی‌ایکس با پکیج اسپرت تورینگ
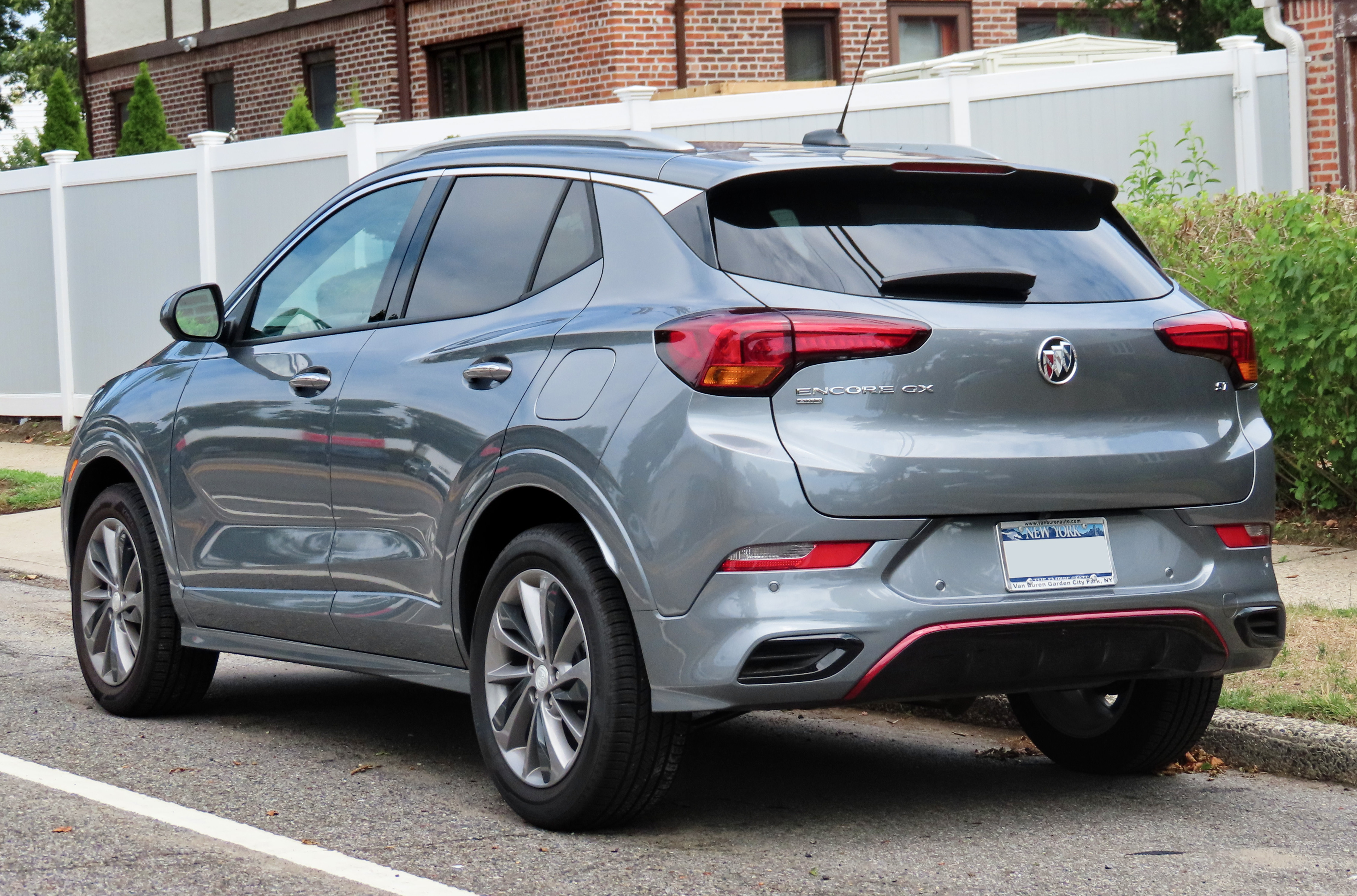
نمای عقب

## آمریکای شمالی
در آمریکای شمالی، انکور جی‌ایکس در نمایشگاه خودرو لس آنجلس در نوامبر ۲۰۱۹ معرفی شد و اولین بار در اوایل سال ۲۰۲۰ برای مدل سال ۲۰۲۰ به نمایش درآمد. بیوک انکور جی‌ایکس در این بازار بین بیوک انکور کوچک‌تر و بیوک انویژن متوسط قرار گرفته‌است، اما جایگزین بیوک انکور در بازار آمریکای شمالی به حساب نمی‌آید. انکور جی‌ایکس شامل چندین ویژگی استاندارد کمک ایمنی نظیر ترمز اضطراری خودکار، هشدار برخورد از جلو، و هشدار خروج از خط است.
انکور جی‌ایکس در سه تیپ پریفرد، سلکت و اسنس عرضه شد. همچنین پکیج اسپرت تورینگ نیز برای آن قابل سفارش است که پیشرفت‌های بصری مانند جلوپنجره سفارشی با خطوط قرمز، سپرهای اسپرت جلو و عقب با خطوط قرمز، ضربه‌گیرهای همرنگ بدنه و چرخ‌های ۱۸ اینچی منحصر به فرد را اضافه می‌کند؛ اما بدون ارتقای فنی.

### مکزیک
در مکزیک، انکور جی‌ایکی در فوریه ۲۰۲۰ وارد بازار شد و به‌سادگی با نام انکور به بازار عرضه شد. این خودرو در سطوح تریم کانونینس، لیِثر و اسپرت تورینگ ارائه می‌شود. موتور ۱٫۳ لیتری توربو آی۳ تنها موتور موجود است. در بازار مکزیک برخلاف آمریکا و کانادا، انکور جی‌ایکس جانشین مدل انکور به حساب می‌آید.

## فیس‌لیفت ۲۰۲۳
در سال ۲۰۲۳، بیوک از فیس‌لیفت انکور جی‌ایکس برای مدل سال ۲۰۲۴ رونمایی کرد. این فیس‌لیفت از فلسفه جدید طراحی خالص بیوک و همچنین آرم جدید بیوک بهره می‌برد. با فیس‌لیفت ۲۰۲۴، تیپ‌های خودرو اکنون به پریفرد پایه، اس‌تی سطح متوسط و آونیر لوکس تغییر کرده‌است.

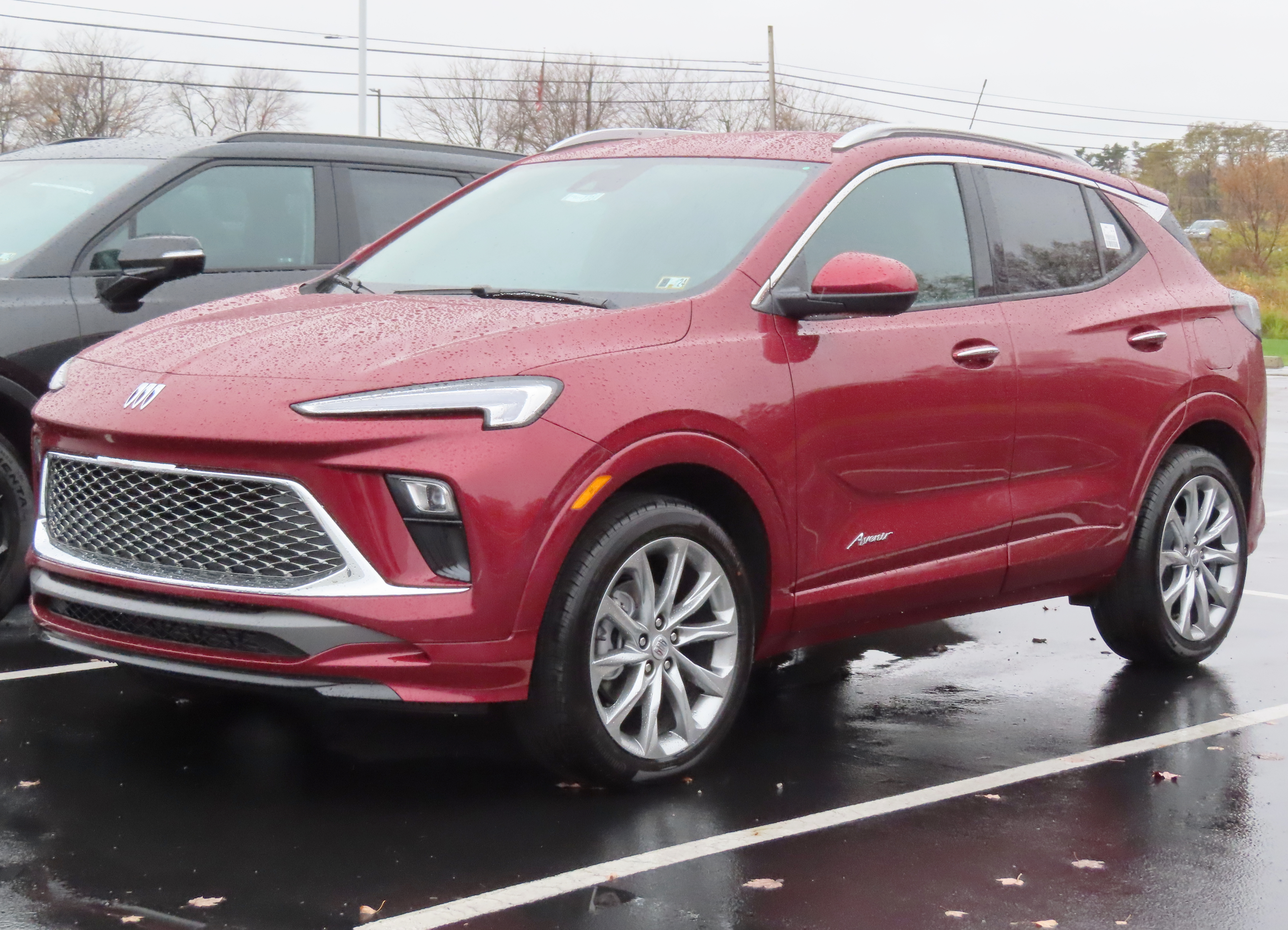
بیوک انکور جی‌ایکس آونیر تمام چرخ متحرک ۲۰۲۴
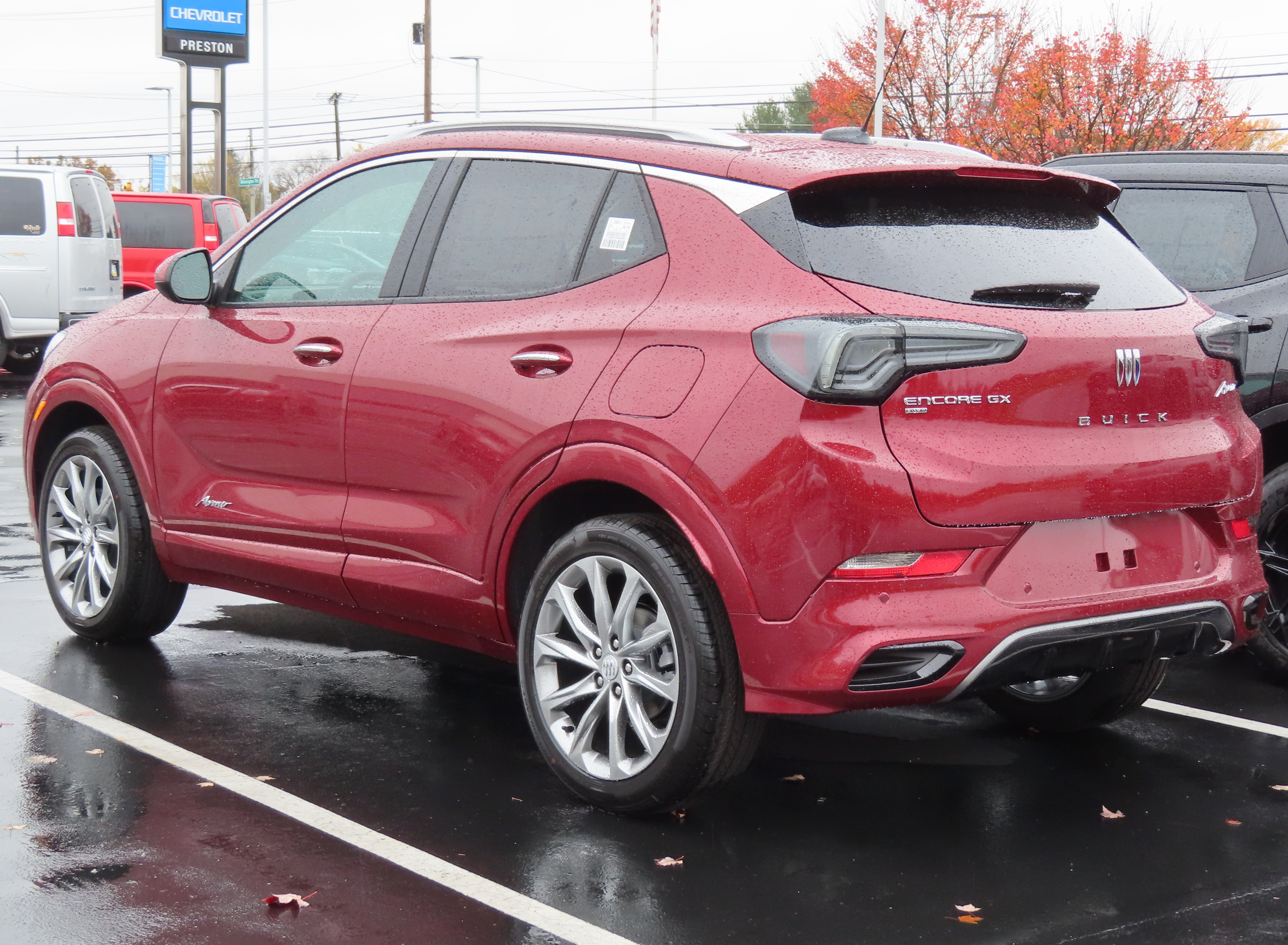
نمای عقب
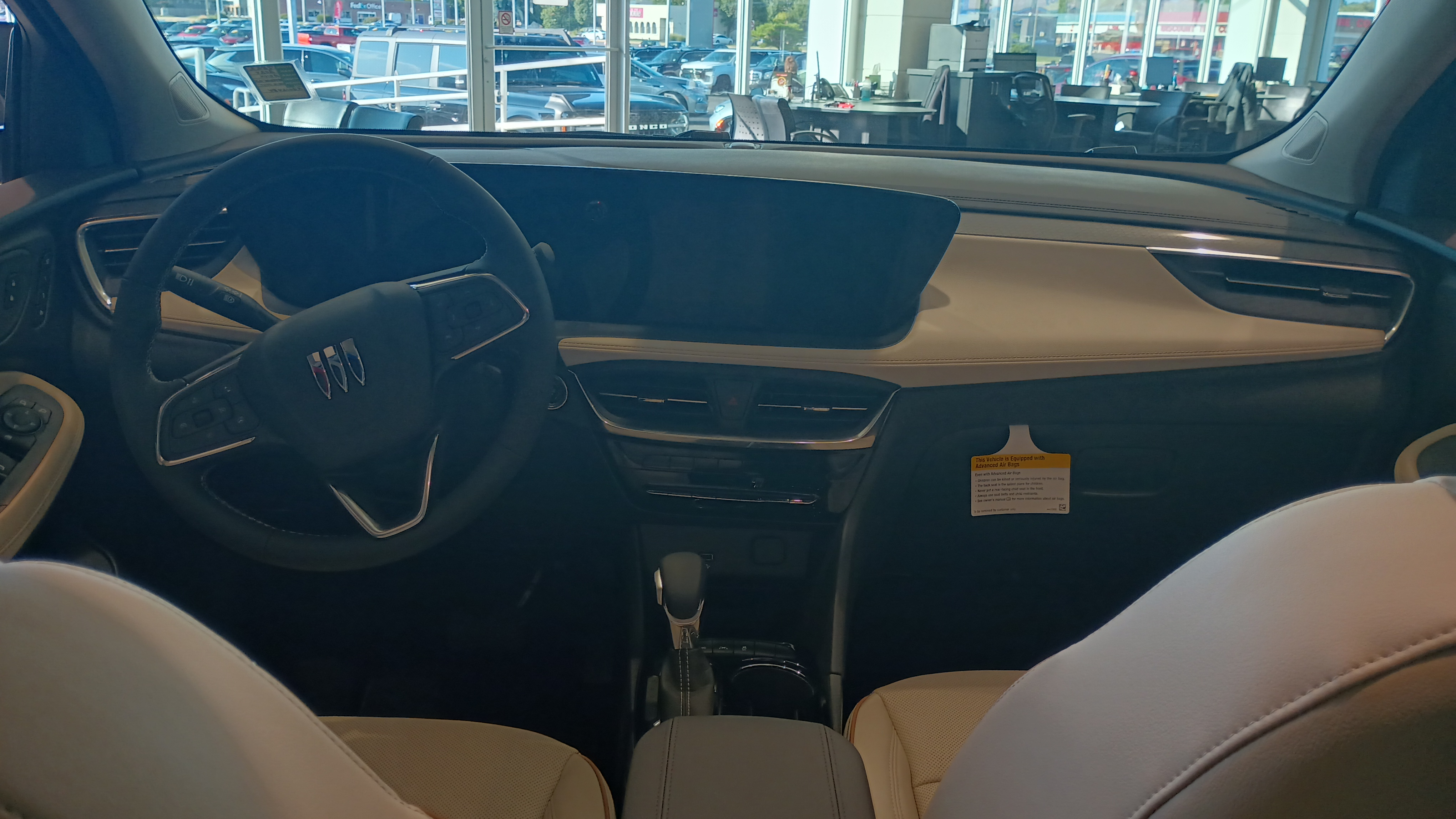
نمای داخلی

### چین
در ۱۸ اوت ۲۰۲۳، بیوک از فیس‌لیفت انکور برای بازار چین رونمایی کرد. این به‌روزرسانی یک سیستم انتقال قدرت جدید و همچنین تغییر نام از انکور جی‌ایکس به انکور پلاس را به همراه داشت. انکور پلاس دارای یک موتور ۴ سیلندر ۱٫۵ لیتری توربوشارژر جدید است. در داخل، انکور پلاس دارای یک سیستم کابین مجازی مخصوص بازار چین است که از دو صفحه نمایش ۱۰٫۵ اینچی، فاقد هر گونه دستگیره و دکمه فیزیکی، همراه با تودوزی قهوه‌ای جدید تشکیل شده‌است.

## پیشرانه
انکور جی‌ایکس با دو موتور موجود است. اولی، موتور ۳ سیلندر ۱٫۲ لیتری توربوشارژر با ۱۳۷ اسب بخار (۱۳۹ اسب بخار متری؛ ۱۰۲ کیلووات) قدرت و ۱۶۲ پوند-فوت (۲۲۰ نیوتن متر؛ ۲۲٫۴ کیلوگرم متر) گشتاور که در مدل‌های دیفرانسیل جلو با سی‌وی‌تی استاندارد است. دومی، موتور ۳ سیلندر ۱٫۳ لیتری توربوشارژر با ۱۵۵ اسب بخار (۱۵۷ اسب بخار متری؛ ۱۱۶ کیلووات) قدرت و ۱۷۴ پوند-فوت (۲۳۶ نیوتن متر؛ ۲۴٫۱ کیلوگرم متر) گشتاور که در مدل‌های چهار چرخ متحرک با گیربکس ۹ سرعته اتوماتیک استاندارد است و همچنین در تریم‌های سلکت و اسنس با محور جلو و سی‌وی‌تی قابل انتخاب است. در چین، تنها موتور ۱٫۳ لیتری با گزینه محور جلو و تمام چرخ متحرک و توان بالاتر ۱۶۲ اسب بخار (۱۶۴ اسب بخار متری؛ ۱۲۱ کیلووات) قدرت و ۱۷۷ پوند-فوت (۲۴۰ نیوتن متر؛ ۲۴٫۵ کیلوگرم متر) گشتاور موجود است.
در حالی که موتورهای جدید آی۳ در چندین مدل جنرال موتورز در چین در دسترس هستند، این‌ها اولین موتورهای سه سیلندر در یک خودروی جنرال موتورز در آمریکای شمالی از زمان جئو/شورلت مترو هستند.
| نوع    | کد موتور | حجم                                      | قدرت                                                               | گشتاور                                                                   | جعبه‌دنده       | طرح            | مدل سال          |
| ------ | -------- | ---------------------------------------- | ------------------------------------------------------------------ | ------------------------------------------------------------------------ | -------------- | -------------- | ---------------- |
| بنزینی | ال‌آی‌اچ   | ۱٬۱۹۳ سانتی‌متر مکعب (۱٫۲ لیتر) آی۳ توربو | ۱۳۷ اسب بخار (۱۳۹ اسب بخار متری؛ ۱۰۲ کیلووات) در ۵۰۰۰ دور در دقیقه | ۱۶۲ پوند-فوت (۲۲۰ نیوتن متر؛ ۲۲٫۴ کیلوگرم متر) در ۲۵۰۰ دور در دقیقه      | سی‌وی‌تی         | محور جلو       | ۲۰۲۰–اکنون       |
| بنزینی | ال۳تی    | ۱٬۳۳۸ سانتی‌متر مکعب (۱٫۳ لیتر) آی۳ توربو | ۱۵۵ اسب بخار (۱۵۷ اسب بخار متری؛ ۱۱۶ کیلووات) در ۵۶۰۰ دور در دقیقه | ۱۷۴ پوند-فوت (۲۳۶ نیوتن متر؛ ۲۴٫۱ کیلوگرم متر) در ۱۶۰۰ دور در دقیقه      | سی‌وی‌تی         | محور جلو       | ۲۰۲۰–اکنون       |
| بنزینی | ال۳تی    | ۱٬۳۳۸ سانتی‌متر مکعب (۱٫۳ لیتر) آی۳ توربو | ۱۵۵ اسب بخار (۱۵۷ اسب بخار متری؛ ۱۱۶ کیلووات) در ۵۶۰۰ دور در دقیقه | ۱۷۴ پوند-فوت (۲۳۶ نیوتن متر؛ ۲۴٫۱ کیلوگرم متر) در ۱۶۰۰ دور در دقیقه      | ۹ سرعته خودکار | تمام چرخ متحرک | ۲۰۲۰–اکنون       |
| بنزینی | ال۳تی    | ۱٬۳۳۸ سانتی‌متر مکعب (۱٫۳ لیتر) آی۳ توربو | ۱۶۲ اسب بخار (۱۶۴ اسب بخار متری؛ ۱۲۱ کیلووات) در ۵۶۰۰ دور در دقیقه | ۱۷۷ پوند-فوت (۲۴۰ نیوتن متر؛ ۲۴٫۵ کیلوگرم متر) در ۱۵۰۰–۴۰۰۰ دور در دقیقه | سی‌وی‌تی         | محور جلو       | ۲۰۲۰–اکنون (چین) |
| بنزینی | ال۳تی    | ۱٬۳۳۸ سانتی‌متر مکعب (۱٫۳ لیتر) آی۳ توربو | ۱۶۲ اسب بخار (۱۶۴ اسب بخار متری؛ ۱۲۱ کیلووات) در ۵۶۰۰ دور در دقیقه | ۱۷۷ پوند-فوت (۲۴۰ نیوتن متر؛ ۲۴٫۵ کیلوگرم متر) در ۱۵۰۰–۴۰۰۰ دور در دقیقه | ۹ سرعته خودکار | تمام چرخ متحرک | ۲۰۲۰–اکنون (چین) |

## جوایز
یواس نیوز اند ورلد ریپورت بیوک انکور جی‌ایکس را در رتبه پنجم لیست بهترین شاسی‌بلندهای کامپکت کوچک خود برای سال ۲۰۲۲ قرار داد و به آن امتیاز ۸٫۱ از ۱۰ داد

## فروش
| سال  | ایالات متحده | چین    |
| ---- | ------------ | ------ |
| ۲۰۲۰ | ۴۴٬۸۴۱       | ۱۷٬۵۸۲ |
| ۲۰۲۱ | ۷۱٬۲۴۷       | ۴٬۶۷۷  |
| ۲۰۲۲ | ۳۳٬۳۴۸       | ۹٬۲۶۸  |
| ۲۰۲۳ | ۶۴٬۱۴۹       |        |